# 시에들체

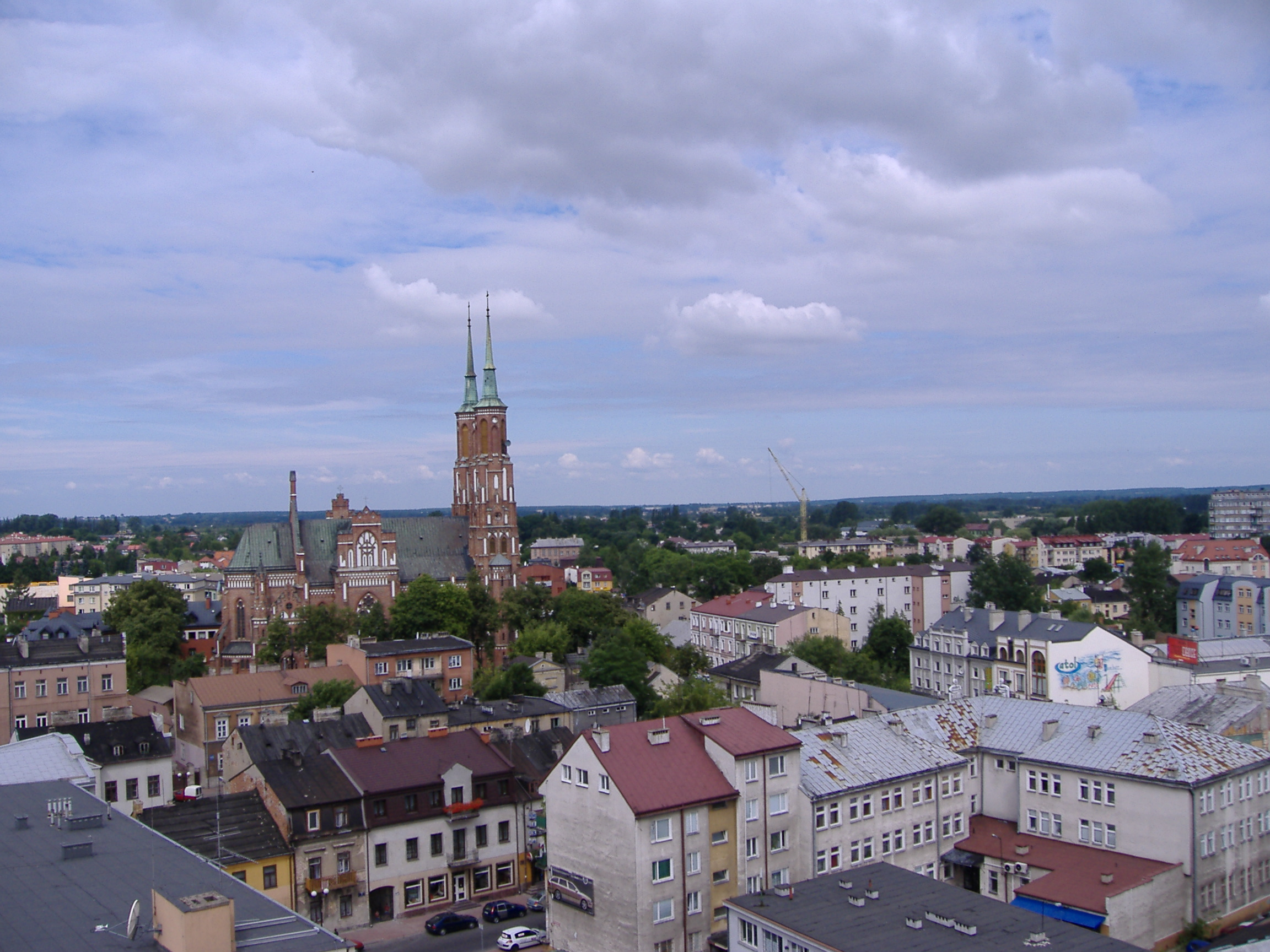
시에들체

시에들체(폴란드어: Siedlce, 러시아어: Седльце Sedl'tse)는 폴란드 동부 마조프셰주에 위치한 도시로, 면적은 32km2, 인구는 77,392명(2010년 기준), 인구 밀도는 2,400명/km2, 높이는 155m이다. 1448년 문헌에 처음 등장했으며 1547년 도시 지위를 부여받았다.

시기
시 문장